# Head on Collision Time
Head on Collision Time è il primo album live del gruppo musicale inglese Purple Hearts.
È stato registrato presso il 100 Club di Londra tra il 18 ed il 20 settembre del 1984.

## Tracce
1. I've Been Away
2. Frustration
3. Concrete Mixer
4. Beat That!
5. Slay It with Flowers
6. Gloria
7. Schooby Doo!
8. Extraordinary Sensations
9. Gun Of Life
10. Jimmy
11. My Life's a Jigsaw
12. Plane Crash
13. Millions Like Us

## Formazione
- Bob Manton - Cantante
- Simon Stebbing - chitarra
- Jeff Shadbolt - basso
- Gary Sparks - batteria